# 卡姆奇克隧道
卡姆奇克隧道，一译甘姆奇克隧道，為乌兹别克斯坦安格连－帕普铁路的一处隧道，全长19,268（11.973英里），為中亞最長的铁路隧道。该隧道横贯库拉马山脉，将乌兹别克斯坦东部被山脉阻隔的费尔干纳、安集延、纳曼干三州和该国其余地区连结在了一起。

## 建設
卡姆奇克隧道由中国中铁隧道集团與烏茲別克鐵路合作興建，其經過7個斷層。工程開始於2013年9月，2016年2月27日全隧贯通。於2014年1月曾發生雪崩，隧道口遭78公尺厚的積雪掩埋，導致工程延誤。隧道于2016年6月22日通车。